# Circondario di Unstrut-Hainich
Il circondario di Unstrut-Hainich (in tedesco Unstrut-Hainich-Kreis, targa UH) è un circondario (Landkreis) della Turingia, in Germania.
Capoluogo e centro maggiore è Mühlhausen (Turingia).

## Suddivisione amministrativa

### Città e comuni
Tra parentesi gli abitanti al 31 dicembre 2021, il capoluogo della comunità amministrativa è contrassegnato da un asterisco.
Città e comuni indipendenti
1. Bad Langensalza, città (17 157)
2. Mühlhausen (Turingia), (grande città di circondario) (36 107)
3. Unstruttal (6 147)

Comuni con funzione di comunità amministrativa (Erfüllende Gemeinde)

1. Herbsleben (2 903), amministra il comune di:
  1. Großvargula (709)
2. Nottertal-Heilinger Höhen, città, Landgemeinde (5 632), amministra i comuni di:
  1. Körner (1 623)
  2. Marolterode (317)
3. Südeichsfeld, Landgemeinde (6 488), amministra il comune di:
  1. Rodeberg (2 034)
4. Unstrut-Hainich, Landgemeinde (5 147), amministra il comune di:
  1. Schönstedt (1 322)
5. Vogtei, Landgemeinde (4 261), amministra i comuni di:
  1. Kammerforst (795)
  2. Oppershausen (292)

### Comunità amministrative (Verwaltungsgemeinschaft)
- Verwaltungsgemeinschaft Bad Tennstedt (6 519)

1. Bad Tennstedt, città * (2 452)
2. Ballhausen (819)
3. Blankenburg (155)
4. Bruchstedt (279)
5. Haussömmern (210)
6. Hornsömmern (158)
7. Kirchheilingen (763)
8. Kutzleben (596)
9. Mittelsömmern (204)
10. Sundhausen (364)
11. Tottleben (134)
12. Urleben (385)